# Saepta Julia
Saepta Julia je bila zgradba na Marsovem polju v Rimu, kjer so se državljani zbrali, da bi oddali glasove na volitvah. Stavbo je zasnoval Julij Cezar in je posvetil Mark Vipsanij Agripa leta 26 pr. n. št. Stavba je zamenjala starejšo zgradbo, imenovano Ovile, ki je bila zgrajena kot prostor, kjer se lahko zbira skupnost (comitia tributa) za oddajo glasov . Saepto Julio se lahko vidi na Formi Urbis Romae, zemljevidu Rima, ki je obstajal v začetku 3. stoletja. Del prvotne stene Saepta Julie je še vedno mogoče videti tik ob Panteonu.

## Zgodovina
Zasnova Saepta Julie, ki jo imenujejo tudi Saepta ali Porticus Saeptorum, se je začela v času vladanja Julija Cezarja. Je v obliki quadriporticusa, arhitekturnega elementa, ki ga je Cezar populariziral.
Po Cezarjevem umoru leta 44 pr. n. št. so se nadaljevali projekti, ki jih je Cezar sprožil . Mark Emilij Lepid, ki je pred smrtjo podpiral Cezarja, nato pa se je pridružil njegovemu nasledniku Oktavijanu, je nadaljeval gradnjo projekta Saepta Julie. Stavbo je dokončal in posvetil Mark Vipsanij Agripa leta 26 pr. n. št. Agripa je stavbo okrasil tudi z marmornimi tablami in grškimi slikami .
Velik požar v Rimu je povzročil njeno uničenje v letu 80 n. št. in je bila obnovljena pred vladanjem Domicijana . Obnova je potekala tudi pod Hadrijanom, kar dokazujejo opečni deli in pisni viri . Stavba je potrjena tudi na postkonstantinskem bronastem ovratniku sužnja, vendar v srednjem veku ni znane omembe stavbe .
Saepta Julia je vidna na Forma Urbis Romae, zemljevidu Rima, ki je obstajal v začetku 3. stoletja. Del prvotne stene Saepta Julie je še vedno mogoče videti tik ob Panteonu.

## Tloris
Zaradi omejenih arheoloških ostankov je večina arheoloških rekonstrukcij izpeljana iz Forme Urbis Romae in ustreznih literarnih virov. Saepta Julia je bila na Marsovem polju med Agripovimi termami in Serapeumom. Bila je pravokotni kompleks portikov, ki se je razširil vzdolž zahodne strani Via Lata do Via di S. Marco. Dolga je bil 310 metrov, široka 120 metrov in zgrajena iz travertinskega marmorja. Dva portika sta ležala na vzhodu in zahodu kompleksa. Severni konec je bil v preddverje, na južni strani pa je bila povezana z Diribitoriumom skozi širok hodnik. Edini vhodi, ki so bili odkriti, so manjši vhodi na južnem koncu kompleksa. 
Arheološka izkopavanja pod Palazzo Doria so odkrila več travertinskih slopov. Medtem ko je večina slopov merila 1,7 metra v kvadrat, so drugi kazali različne dimenzije. Zaradi tega so nekateri znanstveniki špekulirali o obstoju drugega nadstropja. 
Saepto je oskrbovala voda iz Aqua Virgo, ki je oskrbovala večino stavb na Marsovem polju. 

### Porticus Argonautarum
Porticus Argonautarum je obdajal zahodno stran Saepta Julije. Dokončal jo je Agripa ca. leta 25 pr. n. št. in je dobil ime iz umetniškega dela na katerem so bili prikazani Jazon in Argonavti. Del zahodne stene je ohranjen in je ob Panteonu in kaže, da je bil izdelan iz opečne obloge na betonu in prekrit z marmorjem . Ta je bil obnovljen s strani Domicijana po požaru leta 80 in je bil tudi del Hadrijanove rekonstrukcije celotne Saepta Julije. 

### Porticus Meleagri
Porticus Meleagri je obkrožal vzhodno stran Saepta Julie. Malo je ostankov, lokacija in obnova se zanašajo predvsem na Formo Urbis Romae. Čeprav ni omenjena, je bila verjetno zgrajena v zadnjih desetletjih 1. stoletja pr. n. št., skupaj s posvetitvijo Saepte.

## Uporaba
Koncept Saepte je sprva načrtoval Cezar namesto prejšnje Ovile in je bila načrtovana že leta 54 pr. n. št. in ga je končal Agripa leta 26 pr. n. št. V pismu Atiku, Ciceron piše, da naj bi bila stavba izdelana iz marmorja, z visokim portikom in streho. 
Zgradba je bila prvotno namenjena za glasovanje tako za centurijsko skupščino (comitia centuriata) kot za ljudsko skupščino (comitia tributa). Vendar pa se je z zmanjševanjem pomena glasovalnih svetov od Avgustovega obdobja namen zgradbe začel preusmerjati. V času Augusta so predstavljali gladiatorske bitke, stavbo pa je uporabil tudi senat kot mesto srečanj. 
Ko se je Tiberij vrnil iz Nemčije, je po svoji vojaški procesiji, ga je v tej stavbi predstavil Avgust. Avgust in Kaligula sta uporabila to stavbo za navmahije (pomorske bitke). Uporabljena je bila za gimnastična tekmovanja in razstave v času vladavine Nerona. Statij in Marcial poročata, da se je uporabljala v presledkih kot javni prostor za rimske državljane, pa tudi kot trg luksuznih dobrin. 